# Жерісса
Жерісса (араб. الجريصة) — місто в Тунісі. Входить до складу вілаєту Ель-Кеф. Станом на 2004 рік тут проживало 11 298 осіб.